# Elsk mig i nat (sang)
 For alternative betydninger, se Elsk mig i nat. (Se også artikler, som begynder med Elsk mig i nat)
Elsk mig i nat er en sang, der blev popgruppen Rocazinos gennembrudshit. Den udkom på single i juli 1982 og solgte 25.000 eksemplarer på et halvt år. Sangen var det første danske pophit, der blandede engelsk og dansk tekst i samme sang[kilde mangler]. Sangen er skrevet af komponist Jesper Winge Leisner, der skrev alt materiale til orkestrets 6 albumudgivelser, der gjorde Rocazino til én af de mest sælgende popsucceser i 80'erne med mere end 1 million solgte albums.
Sangen har lagt navn til musicalen Elsk mig i nat, hvor hovedrollerne til uropførelsen på Gasværket blev besat via talentkonkurrencen Elsk mig i nat, der blev sendt på Kanal 5.
| Musik | Spire Denne musikartikel er en spire som bør udbygges. Du er velkommen til at hjælpe Wikipedia ved at udvide den. |